# Nyírbéltek, Szabolcs-Szatmár-Bereg
Nyírbéltek este un sat în districtul Nyírbátor, județul Szabolcs-Szatmár-Bereg, Ungaria, având o populație de 3.090 de locuitori (2011). 

## Demografie
Componența etnică a satului Nyírbéltek
     Maghiari (79,23%)
     Romi (20,58%)
     Români (0,18%)
Componența confesională a satului Nyírbéltek
     Greco-catolici (47,93%)
     Romano-catolici (22,59%)
     Reformați (6,76%)
     Fără religie (1,59%)
     Necunoscută (21,13%)
     Alte religii (0,58%)
Conform recensământului din 2011, satul Nyírbéltek avea 3.090 de locuitori. Din punct de vedere etnic, majoritatea locuitorilor (79,23%) erau maghiari, cu o minoritate de romi (20,58%). Nu există o religie majoritară, locuitorii fiind greco-catolici (47,93%), romano-catolici (22,59%), reformați (6,76%) și persoane fără religie (1,59%). Pentru 21,13% din locuitori nu este cunoscută apartenența confesională.